# Basilique Sainte-Walburge d'Arnhem

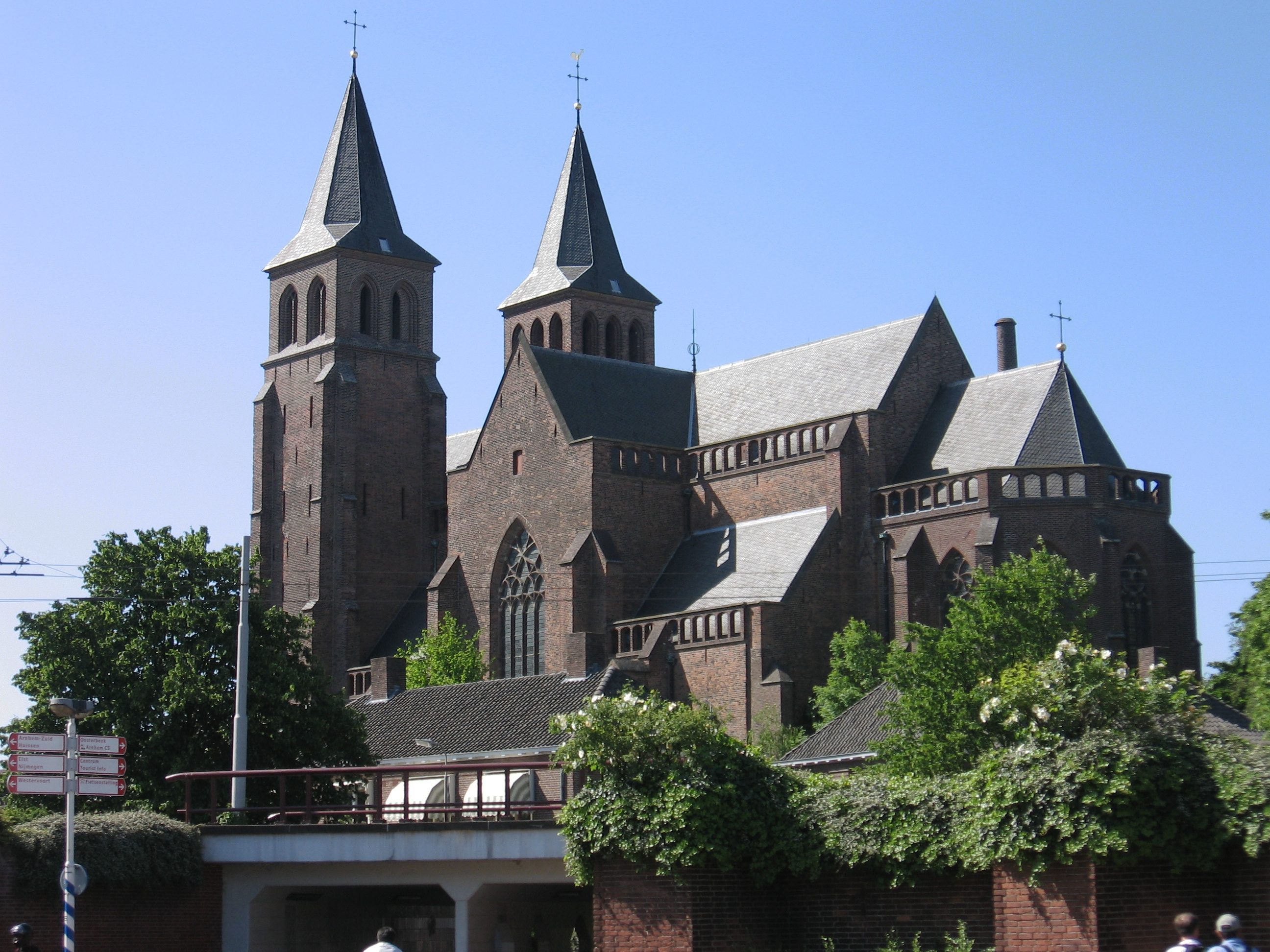
Vue de la basilique en 2007.

La basilique Sainte-Walburge (Sint-Walburgisbasiliek) est une église désacralisée d'Arnhem aux Pays-Bas. L'édifice n'est plus utilisé comme église, mais sert de lieu d'exposition, de salle de concerts ou de conférences, ainsi que pour divers événements culturels. Elle se caractérise par ses tours jumelles sur la façade occidentale. Elle est dédiée à sainte Walburge.

## Histoire
L'église  a été fondée par le chapitre de Sainte-Walburge qui avait quitté Tiel en 1315 pour s'installer à Arnhem. L'église a été mise en service vers 1375. L'église a été construite dans un style gothique simple et c'est l'une des rares églises gothiques des Pays-Bas à deux tours. Parce que l'église était desservie exclusivement par les chanoines, il manquait un chœur de prêtres séparé. Après la Réforme protestante, la religion catholique a été interdite, et l'église a servi entre autres de prison et d'arsenal. Lorsque les catholiques ont retrouvé une certaine liberté religieuse au début du XIXe siècle, l'église est retournée aux catholiques en 1808.
Elle a été restaurée de 1851 à 1854 par l'architecte Theo Molkenboer qui a ajouté un chœur de prêtres et reconstruit les voûtes disparues en bois et en stuc. L'architecte, qui avait à peine étudié les principes architecturaux des constructions gothiques, a pris la décision désastreuse de couper des piliers carrés en piliers ronds. Cela a eu pour résultat d'affaiblir la structure et la tour Nord s'est effondrée. Elle a été reconstruite en 1855.
Les bombardements américains et anglais de septembre 1944 ont provoqué l'incendie de la ville et la toiture de l'église s'est effondrée dans les flammes. Elle a été restaurée et agrandie après la guerre. L'orgue de Gradussen de 1883, disparu l'incendie, a été remplacé en 1951 par un orgue de B. Pels & Zn. Il y a encore un orgue Gradussen datant de 1875, provenant de la petite église Saint-Eusèbe d'Arnhem qui a été fermée au culte par manque de fidèles en 1985 et démolie en 1990. L'instrument comprend deux claviers, vingt-quatre registres et un pédalier.   
Le pape Paul VI confère à l'église le rang de basilique mineure en 1964. Par la suite la chute brutale de la pratique catholique aux Pays-Bas, particulièrement dans l'archidiocèse d'Utrecht, provoque la fermeture de nombre d'églises dans le pays et en particulier dans cette province. Cette tendance s'accentue et provoque un effondrement au début du XXIe siècle. La basilique n'y échappe pas : le 12 mai 2013, elle est fermée au culte. Elle sert désormais de lieu de concerts ou d'expositions. Le titre de basilique ne lui est plus applicable formellement.

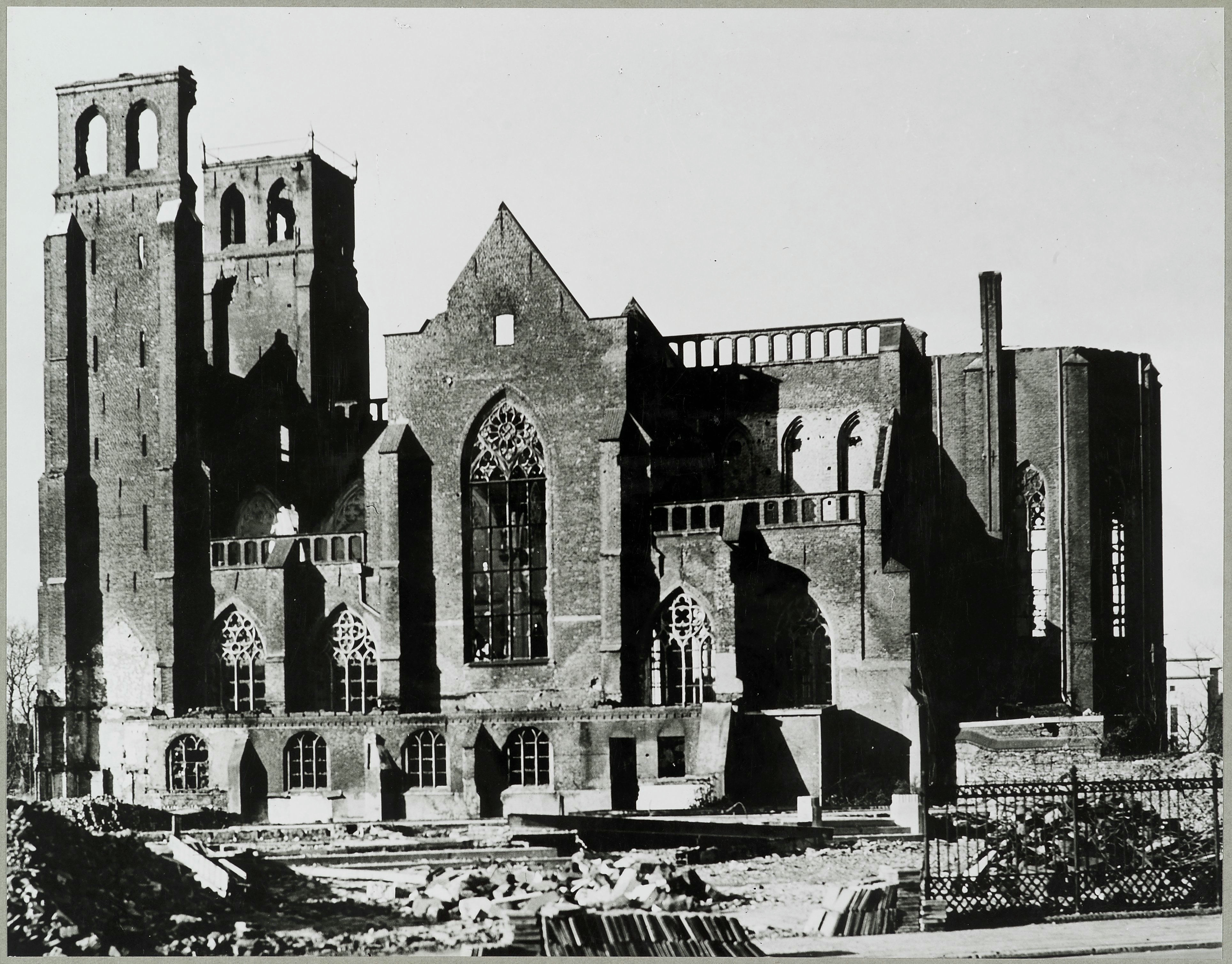
L'édifice endommagé par les bombardements en 1945
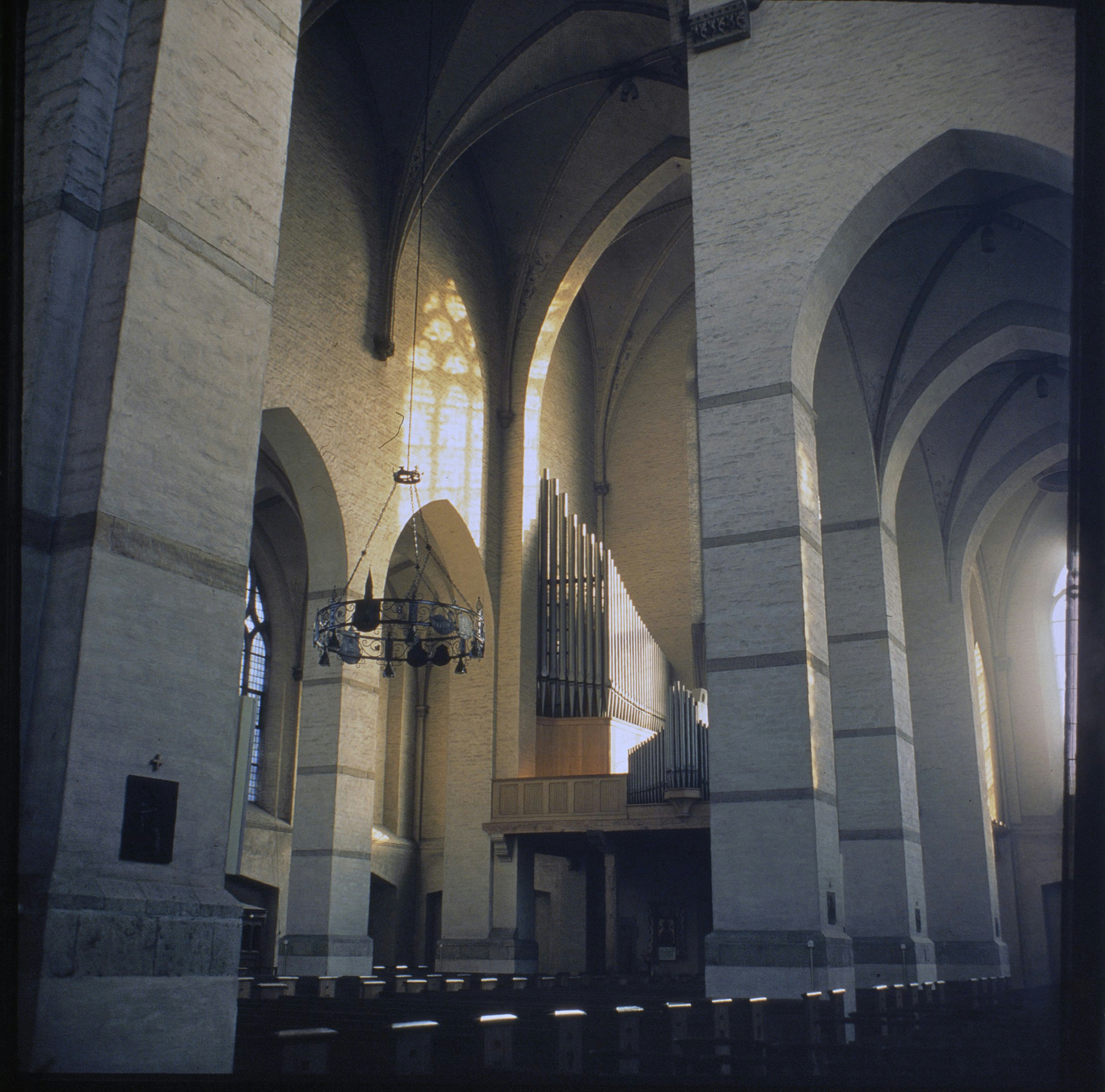
Intérieur avec au fond l'orgue Pels & Zn
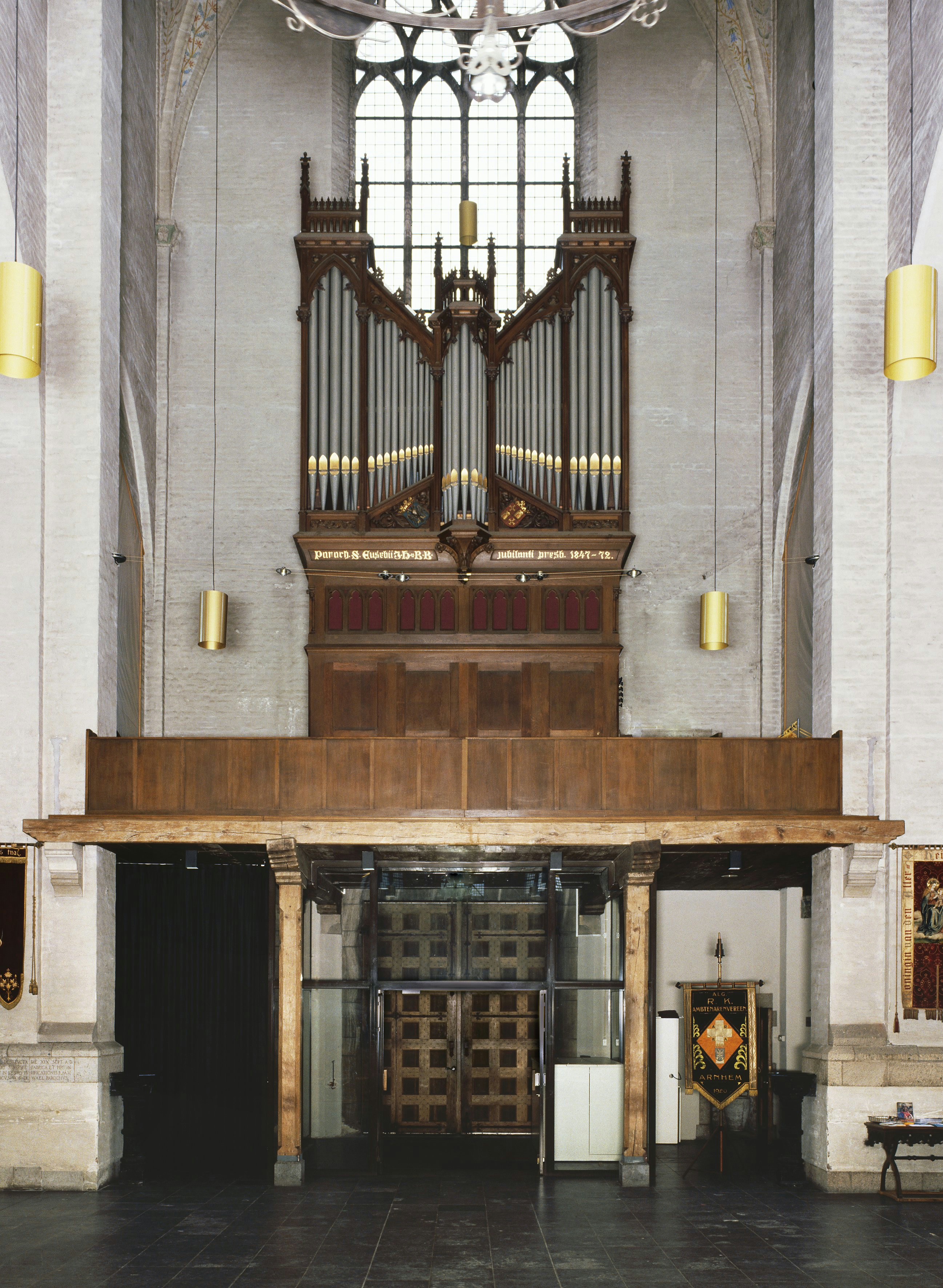
Vue de l'orgue Gradussen
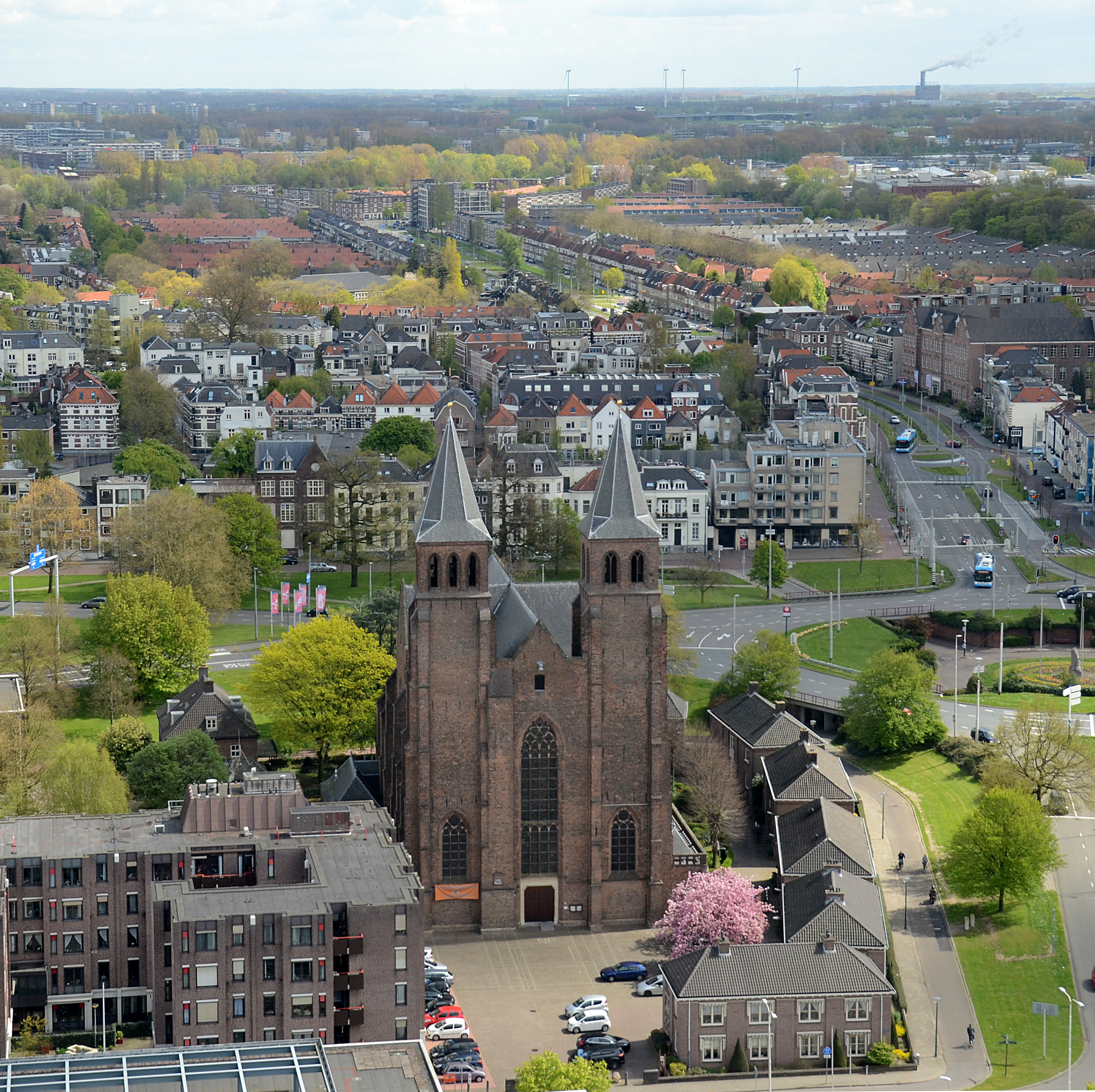
Vue aérienne
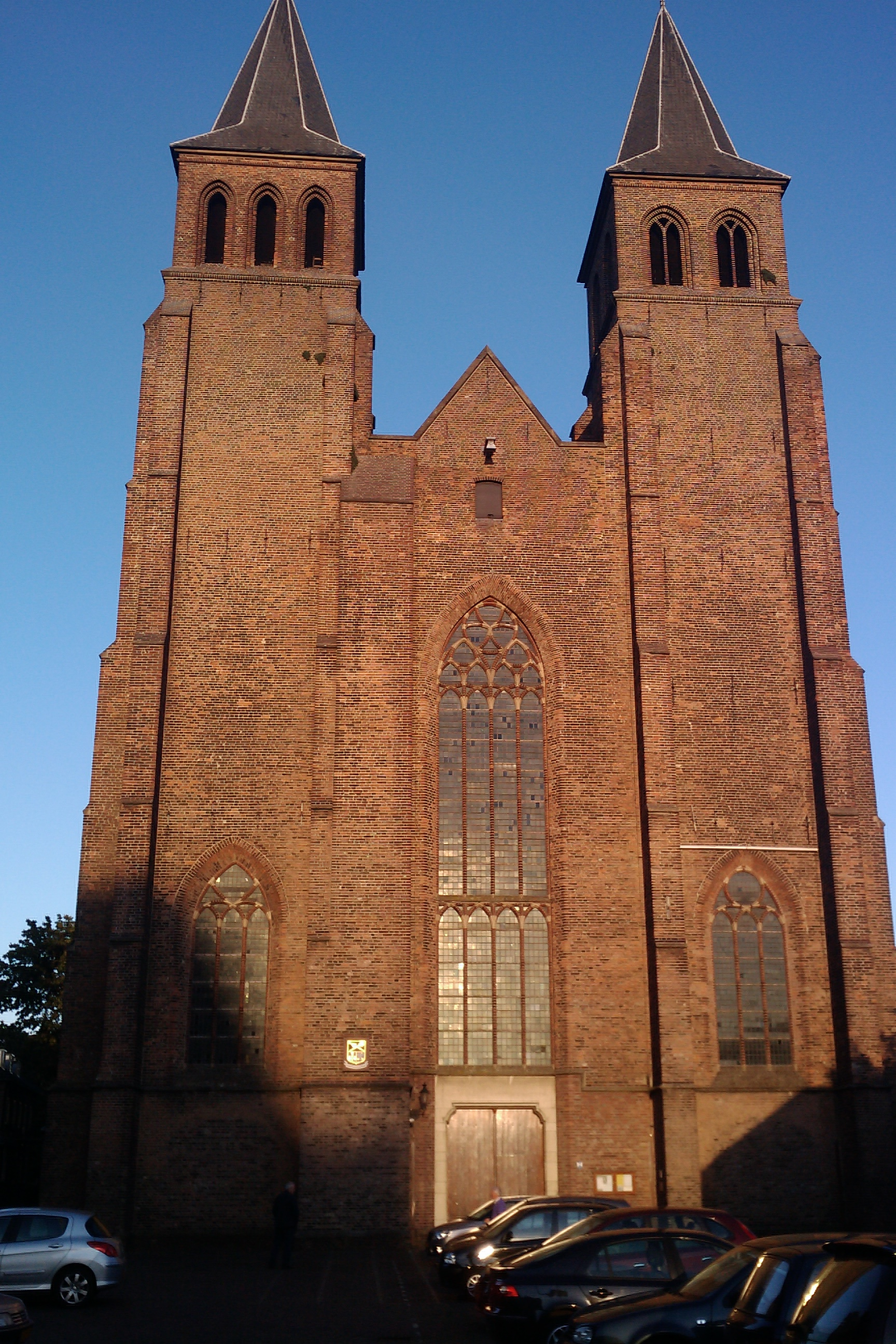
Façade avec ses tours jumelles